# Auryn
Auryn fue una boy band española formada en 2009 por Álvaro Gango, Blas Cantó, Carlos Marco, David Lafuente  y Dani Fernández. El 28 de julio de 2016 anunciaron su separación mediante un comunicado oficial.

## Historia
Los cinco vocalistas unieron sus voces en diciembre de 2009 haciendo versiones de cinco voces de canciones famosas. Su versión de «Umbrella» de Rihanna consiguió casi 20.000 visitas en YouTube en sus primeras horas. 
El nombre del grupo viene del Áuryn, un talismán fantástico que aparece en el libro La historia interminable de Michael Ende y que cumple todos los deseos de su portador.

### 2011-2012:Destino Eurovisión y Endless Road, 7058
En 2011 participan en la preselección para elegir el representante de España en el Festival de la Canción de Eurovisión 2011 (Destino Eurovisión 2011), quedando en segunda posición. El 18 de octubre lanzan de forma independiente su primer álbum de estudio Endless Road, 7058, alzándose con el premio al Mejor Disco Novel, elegido por el público, en la gala del Disco del Año 2011 en La 1.[cita requerida]
Luego del lanzamiento de su álbum debut firman un contrato discográfico con la multinacional Warner Music Spain y lanzan la reedición de su álbum en el que se incluyeron cuatro canciones nuevas y un DVD con un concierto acústico, una entrevista y cuatro vídeoclips. En noviembre estrenan la canción «¿Cuándo te volveré a ver?» para la banda sonora de la película ¡Rompe Ralph! y en diciembre publican una versión de la canción de Céline Dion «I Met an Angel (On Christmas Day)».

### 2013-2015:Anti-Héroes y Circus Avenue
El 26 de marzo de 2013, lanza su segundo álbum de estudio, Anti-Héroes, Cuatro semanas después del lanzamiento, reciben el disco de oro por vender más de 20.000 copias. En octubre son los ganadores del premio MTV Europe Music Awards 2013 al Mejor Artista Español.
El 11 de diciembre, sacan la reedición del álbum en formato deluxe en la que se incluyen los temas «Viral», «¿Cuándo te volveré a ver?», «Breathe Your Fire ft. Wally Lopez» y un DVD con su concierto en el Palacio de los Deportes de Madrid que se celebró el 4 de octubre de ese mismo año. Pocos días después el disco se certifica con disco de platino por más de 40.000 copias vendidas.
El 14 de julio de 2014 anuncian que su tercer álbum de estudio, titulado Circus Avenue, sería publicado a finales de septiembre y tendría como primer sencillo la canción «Puppeteer», la cual fue publicada el 28 del mismo mes. En agosto de ese año, visitan México por primera vez y promocionan la canción «Heartbreaker», de su anterior álbum, como sencillo. El segundo sencillo a «Saturday I'm in Love» se anunció en noviembre, y fur elegida como la canción principal de la película El club de los incomprendidos.
El 14 de abril de 2015 lanzan una reedición del disco Circus Avenue incluyendo un DVD con el concierto Circus Avenue Night que el grupo celebró en el Palacio de Deportes de la Comunidad de Madrid a finales de 2014 con la colaboración especial de varios artistas invitados.

### 2015-2016:Ghost Towny separación
En verano de 2015, son escogidos para interpretar la canción principal de la película Atrapa la bandera, titulada «I'll Reach You». En octubre presentan «Electric», el primer sencillo de su cuarto álbum de estudio, que lleva por título Ghost Town y que salió a la venta el 4 de diciembre de 2015.[cita requerida]
A inicios del 2016 comienzan la gira promocional del disco Ghost Town Tour.[cita requerida] En febrero de ese año, anuncian como segundo sencillo la canción «Who's Loving You?», que cuenta con la colaboración de Anastacia.[cita requerida] El 28 de julio de 2016, mediante un comunicado oficial, anunciaron su separación después de confirmarse la participación de Blas Cantó en la quinta edición del concurso televisivo Tu cara me suena.

## Miembros
- Álvaro Gango - (n. 2 de octubre de 1989, Alcalá de Henares, Madrid).
- Blas Cantó Moreno - (n. 26 de octubre de 1991, Ricote, Murcia).
- Carlos Pérez Marco - (n. 4 de febrero de 1996, Alicante).
- Daniel Fernández Delgado - (n. 11 de diciembre de 1991, Alcázar de San Juan, Ciudad Real).
- David Lafuente  - (n. 3 de mayo de 1988, Pinos Puente, Granada).

## Giras musicales
- Gira AURYN (2010)
- Endless Road, 7058 (2012)
- Anti-Héroes (2013-2014)
- Up We Go Tour (2013)
- Circus Avenue Night (2014)
- Circus Avenue Tour (2014)
- The Night (16/1/2015)
- Ghost Tour (2015-2016)
- Concierto Final Coca-Cola Music Experience (2016)
- Después de 20 años (2036) (por confirmar)

## Discografía

### Álbumes de estudio
| Año  | Álbum | Posicionamiento en las listas | Certificaciones                       |
| Año  | Álbum | ESP                           | Certificaciones                       |
| ---- | --- | ----------------------------- | ------------------------------------- |
| 2011 | Endless Road, 7058 - Lanzamiento: 18 de octubre de 2011 - Discográfica: Warner Music Spain - Formato: CD, descarga digital, streaming | 4                             | - PROMUSICAE: Oro[cita requerida]     |
| 2013 | ANTI-HÉROES - Lanzamiento: 26 de marzo de 2013 - Discográfica: Warner Music Spain - Formato: CD, descarga digital, streaming          | 1                             | - PROMUSICAE: Platino                 |
| 2014 | Circus Avenue - Lanzamiento: 30 de septiembre de 2014 - Discográfica: Warner Music Spain - Formato: CD, descarga digital, streaming   | 1                             | - PROMUSICAE: Platino[cita requerida] |
| 2015 | Ghost Town - Lanzamiento: 4 de diciembre de 2015 - Discográfica: Warner Music Spain - Formato: CD, descarga digital, streaming        | 1                             | - PROMUSICAE: Platino[cita requerida] |

### Sencillos
| Año  | Sencillo                            | Posiciones en lista | Álbum                             |
| Año  | Sencillo                            | ESP                 | Álbum                             |
| ---- | ----------------------------------- | ------------------- | --------------------------------- |
| 2011 | «Breathe In The Light»              | 15                  | Endless Road 7058                 |
| 2011 | «Last Night on Earth»               | 6                   | Endless Road 7058                 |
| 2012 | «I Don't Think So»                  | 7                   | Endless Road 7058                 |
| 2012 | «Don't Give Up My Game»             | 13                  | Endless Road 7058                 |
| 2012 | «1900»                              | 10                  | Endless Road 7058                 |
| 2012 | «¿Cuándo te volveré a ver?»         | 34                  | Banda sonora de ¡Rompe Ralph!     |
| 2012 | «I Met An Angel (On Christmas Day)» | 39                  | Sencillo                          |
| 2013 | «Heartbreaker»                      | 15                  | Anti-Heroes                       |
| 2013 | «Make My Day»                       | 5                   | Anti-Heroes                       |
| 2013 | «Breath Your Fire»                  | 2                   | Anti-Heroes                       |
| 2014 | «Puppeteer»                         | 3                   | Circus Avenue                     |
| 2014 | «Saturday I'm in Love»              | 34                  | Circus Avenue                     |
| 2015 | "Tic tac"                           |                     | Circus Avenue                     |
| 2015 | «I'll reach you»                    | 12                  | Banda sonora de Atrapa la bandera |
| 2015 | «Electric»                          | 19                  | Ghost Town                        |
| 2016 | «Who's loving you?» (con Anastacia) | 11                  | Ghost Town                        |

## Premios y nominaciones
| Año  | Premio                  | Categoría                                      | Resultado |
| ---- | ----------------------- | ---------------------------------------------- | --------- |
| 2011 | Habboritos de Habbo     | Artista revelación                             | Ganador   |
| 2011 | Disco del año de TVE    | Mejor disco novel                              | Ganador   |
| 2012 | Premios RadioCAN        | Mejor canción internacional                    | Ganador   |
| 2012 | Premios elRemix         | Mejor Debut Nacional                           | Ganador   |
| 2012 | Neox Fan Awards         | Mejor sencillo para ligar                      | Ganador   |
| 2012 | Neox Fan Awards         | Mejor grupo español                            | Ganador   |
| 2012 | Premios 40 Principales  | Artista revelación                             | Ganador   |
| 2012 | Premios 40 Principales  | Mejor disco                                    | Ganador   |
| 2013 | Neox Fan Awards         | Mejor grupo español                            | Ganador   |
| 2013 | Neox Fan Awards         | Mejor canción española del año                 | Ganador   |
| 2013 | Neox Fan Awards         | Invitados de la gala más comentados en Twitter | Ganador   |
| 2013 | MTV Europe Music Awards | Mejor artista español                          | Ganador   |
| 2013 | MTV Europe Music Awards | Mejor artista Europa del Sur                   | Ganador   |
| 2013 | Premios 40 Principales  | Mejor artista o grupo nacional                 | Nominado  |
| 2013 | Premios 40 Principales  | Mejor videoclip nacional                       | Ganador   |
| 2014 | Neox Fan Awards         | El grupo que más lo peta                       | Ganador   |
| 2014 | Neox Fan Awards         | El temazo                                      | Ganador   |
| 2014 | Neox Fan Awards         | El selfie más guapo                            | Ganador   |
| 2014 | Premios 40 Principales  | Mejor videoclip internacional                  | Ganador   |
| 2015 | Neox Fan Awards         | El grupo que lo peta                           | Ganador   |
| 2015 | Premios 40 Principales  | Mejor álbum nacional                           | Ganador   |